# 1re série 1969/70
Die Saison 1969/70 war die 48. Spielzeit der 1re série, der höchsten französischen Eishockeyspielklasse. Meister wurde zum insgesamt 25. Mal in der Vereinsgeschichte der Chamonix Hockey Club. 

## Meisterschaft
- 1. Platz: Chamonix Hockey Club
- 2. Platz: Sporting Hockey Club Saint Gervais
- 3. Platz: Ours de Villard-de-Lans
- 4. Platz: Athletic Club de Boulogne-Billancourt
- 5. Platz: Gap Hockey Club
- 6. Platz: US Métro
- 7. Platz: Français Volants
- 8. Platz: CPM Croix
- 9. Platz: CSG Grenoble
- 10. Platz: Club des Sports de Megève
- 11. Platz: CSG Paris
- 12. Platz: Diables Rouges de Briançon
- 13. Platz: ?
- 14. Platz: ?
- 15. Platz: Club des patineurs lyonnais
- 16. Platz: ?
- 17. Platz: ASPP Paris
- 18. Platz: Hockey Club de Reims
- 19. Platz: ?
- 20. Platz: Pralognan-la-Vanoise
- 21. Platz: Les Houches
- 22. Platz: HC Amiens Somme
- 23. Platz: Grenoble UNI